# Coenraad Johannes van Houten
Coenraad Johannes van Houten (Amsterdam, 15 marzo 1801 – Weesp, 27 maggio 1887) è stato un chimico e imprenditore olandese.
Nel 1828 ideò un processo industriale, conosciuto come lavorazione olandese, per trattare la massa di cacao per rimuoverne il gusto amaro e ottenere un cacao in polvere più facile da sciogliere in acqua.
A lui viene anche attribuito, erroneamente, il merito di aver introdotto un metodo per spremere il grasso (burro di cacao) dalle fave tostate (trattasi infatti di un'invenzione di suo padre Casparus).

## Biografia
Coenraad Johannes van Houten era figlio di Casparus van Houten (1770-1858) e Arnoldina Koster. Suo padre aprì una fabbrica di cioccolato ad Amsterdam nel 1815, con un mulino azionato da operai. A quel tempo, le fave di cacao venivano macinate in una massa fine, che poteva poi essere mescolata con il latte per creare una bevanda al cioccolato o, con l'aggiunta di zucchero, cannella e vaniglia, trasformata in biscotti.

### Pressa per cacao
Nel 1828, Casparus van Houten Sr. (e non suo figlio) brevettò un metodo economico per spremere il grasso dalle fave di cacao tostate. Il centro della fava, noto come "pennino", contiene in media il 54% di burro di cacao, che è un grasso naturale. La macchina di Van Houten, una pressa idraulica, ha ridotto il contenuto di burro di cacao di quasi la metà. Questo creò una "torta" che poteva essere polverizzata in polvere di cacao, che sarebbe diventata la base di tutti i prodotti di cioccolato.
L'introduzione del cacao in polvere non solo ha reso molto più facile la creazione di bevande al cioccolato, ma ha anche reso possibile combinare la polvere con lo zucchero e poi rimescolarla con il burro di cacao per creare un solido, già molto simile al cioccolato da mangiare di oggi.
Nel 1838, il brevetto scadde, consentendo ad altri di produrre cacao in polvere e sfruttare il successo di Van Houten, sperimentando per realizzare nuovi prodotti di cioccolato. Nel 1847, il cioccolatiere inglese J. S. Fry & Sons produsse probabilmente la prima tavoletta di cioccolato. Gli sviluppi successivi si ebbero in Svizzera, dove Daniel Peter introdusse il cioccolato al latte nel 1875 e Rodolphe Lindt rese il cioccolato più miscelabile con il processo di concaggio nel 1879.

### Cioccolato olandese
Coenraad Van Houten introdusse un ulteriore miglioramento trattando la polvere con sali alcalini (carbonati di potassio o di sodio) in modo che la polvere si mescolasse più facilmente con l'acqua. Oggi, questo processo è noto come "Dutching". Il prodotto finale, il cioccolato olandese, ha un colore scuro e un gusto delicato.